# TT2
| N28 · a · Y1 | b | Aa1 · n · t | pr |

| N28 · a · Y1 | b | Aa1 · n · t | pr |

La tomba di Khabekhnet, identificata con la sigla TT2 (Theban Tomb 2), è una delle Tombe dei Nobili ubicate nell’area della cosiddetta Necropoli Tebana, sulla sponda occidentale del Nilo dinanzi alla città di Luxor, in Egitto. Destinata a sepolture di nobili e funzionari connessi alle case regnanti, specie del Nuovo Regno, l'area venne sfruttata, come necropoli, fin dall'Antico Regno e, successivamente, sino al periodo Saitico (con la XXVI dinastia) e Tolemaico.

## Titolare
TT2 Era la tomba di:
| Titolare   | Titolo                                        | Necropoli      | Dinastia/Periodo         | Note                                                             |
| ---------- | --------------------------------------------- | -------------- | ------------------------ | ---------------------------------------------------------------- |
| Khabekhnet | Servo nel Luogo della Verità(artigiano reale) | Deir el-Medina | XIX dinastia (Ramses II) | abbastanza in alto, quasi sopra TT1; leggermente a nord di TT214 |

### Biografia
Figlio di Sennedjem e di Iyneferti (sepolti entrambi nella TT1); mogli Sahte e, forse, Esi. Di quest'ultima alcune suppellettili sono state rinvenute nella TT1. Due dei suoi numerosi figli si chiamavano Bunakhtef e Rahotep.

## Descrizione

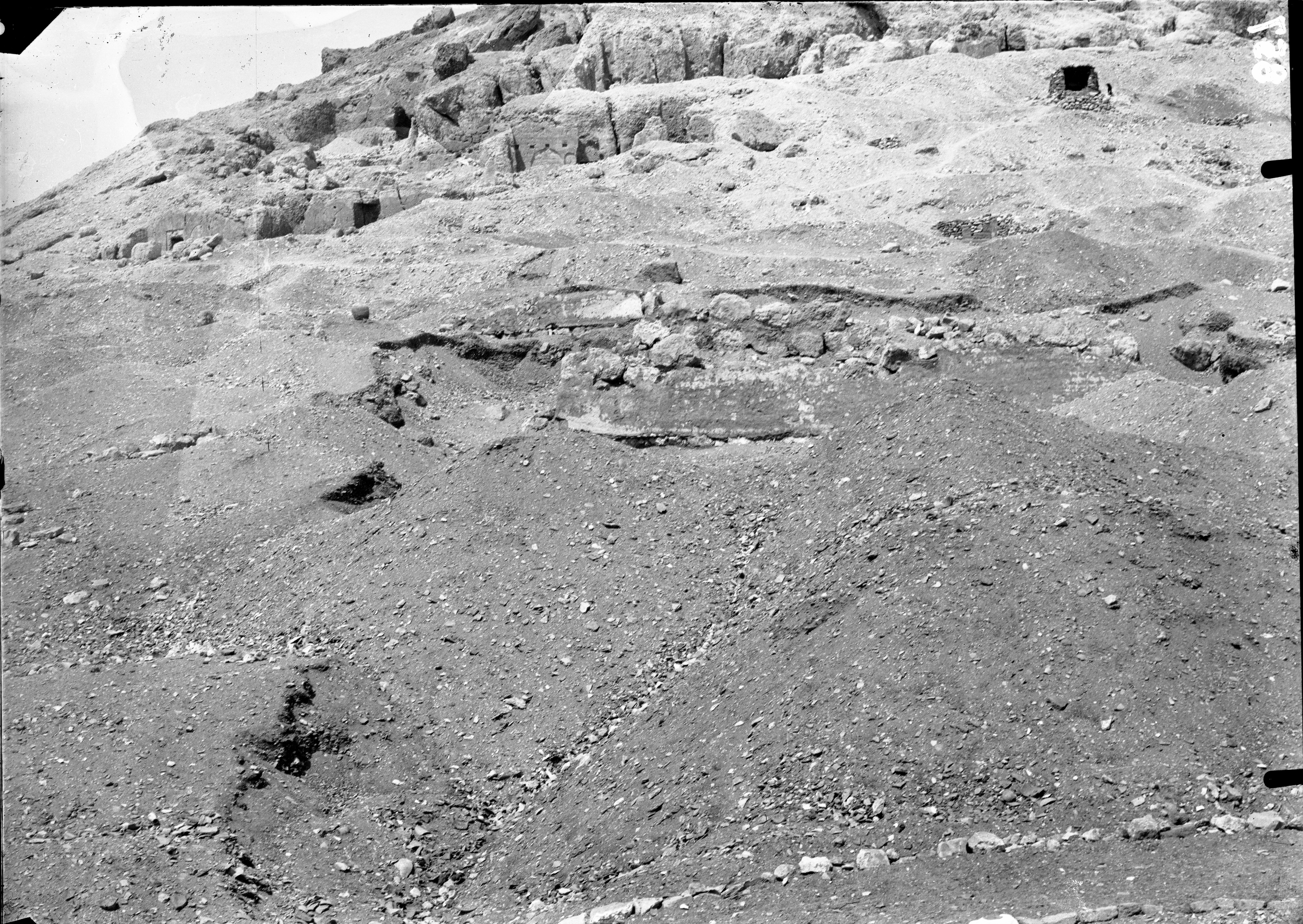
Veduta della parte meridionale della montagna, a ovest del villaggio, con la necropoli. In alto, nella parte centrale, si vede la tomba TT2. Scavi Schiaparelli, 1905-1909. Archivio fotografico Museo Egizio, Torino.

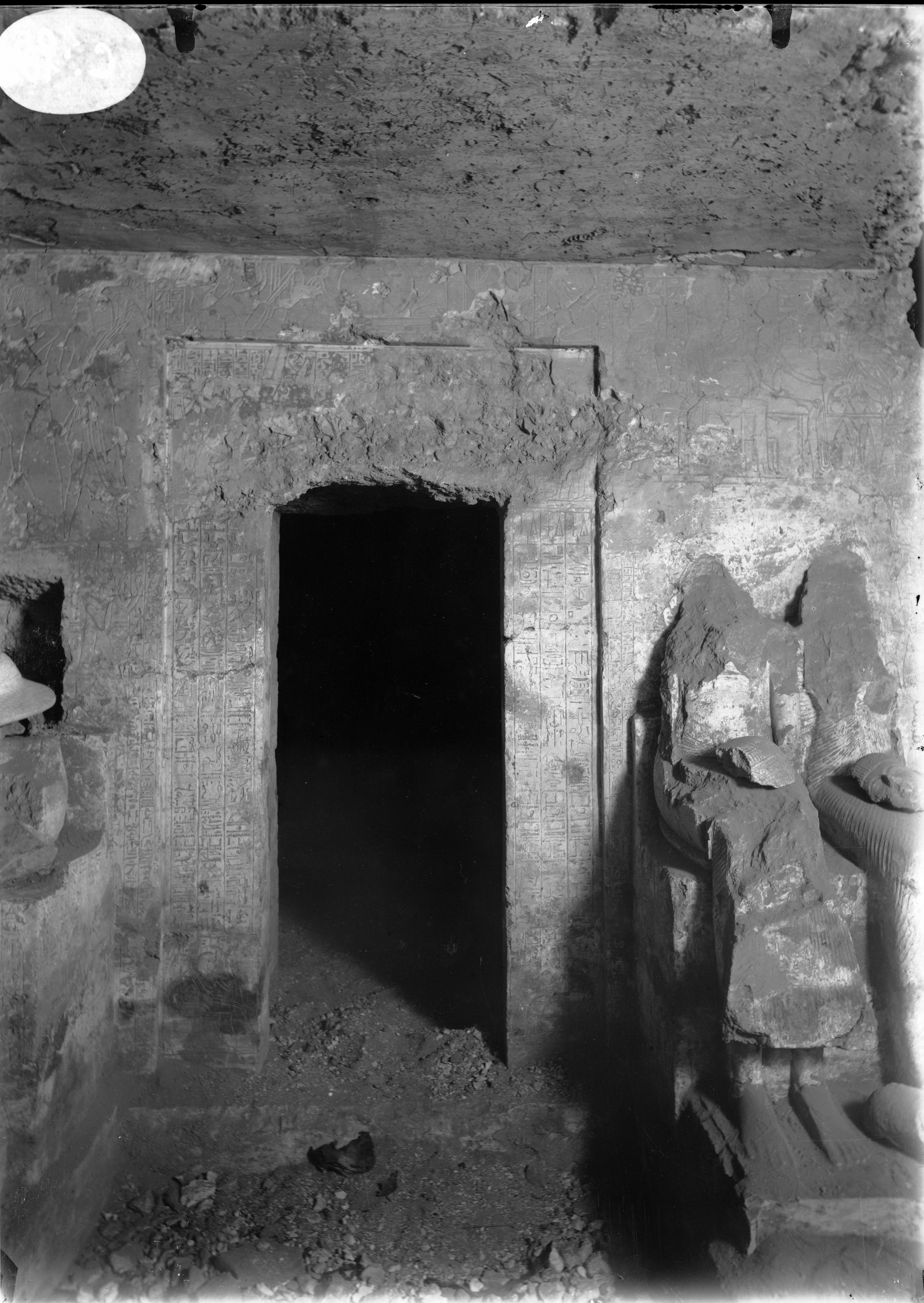
Accesso alla camera funeraria della TT2, la tomba di Khabekhnet. Sulla destra è possibile vedere uno dei due gruppi statuari della coppia, Khabekhnet e Sahte. Archivio fotografico Museo Egizio, Torino.

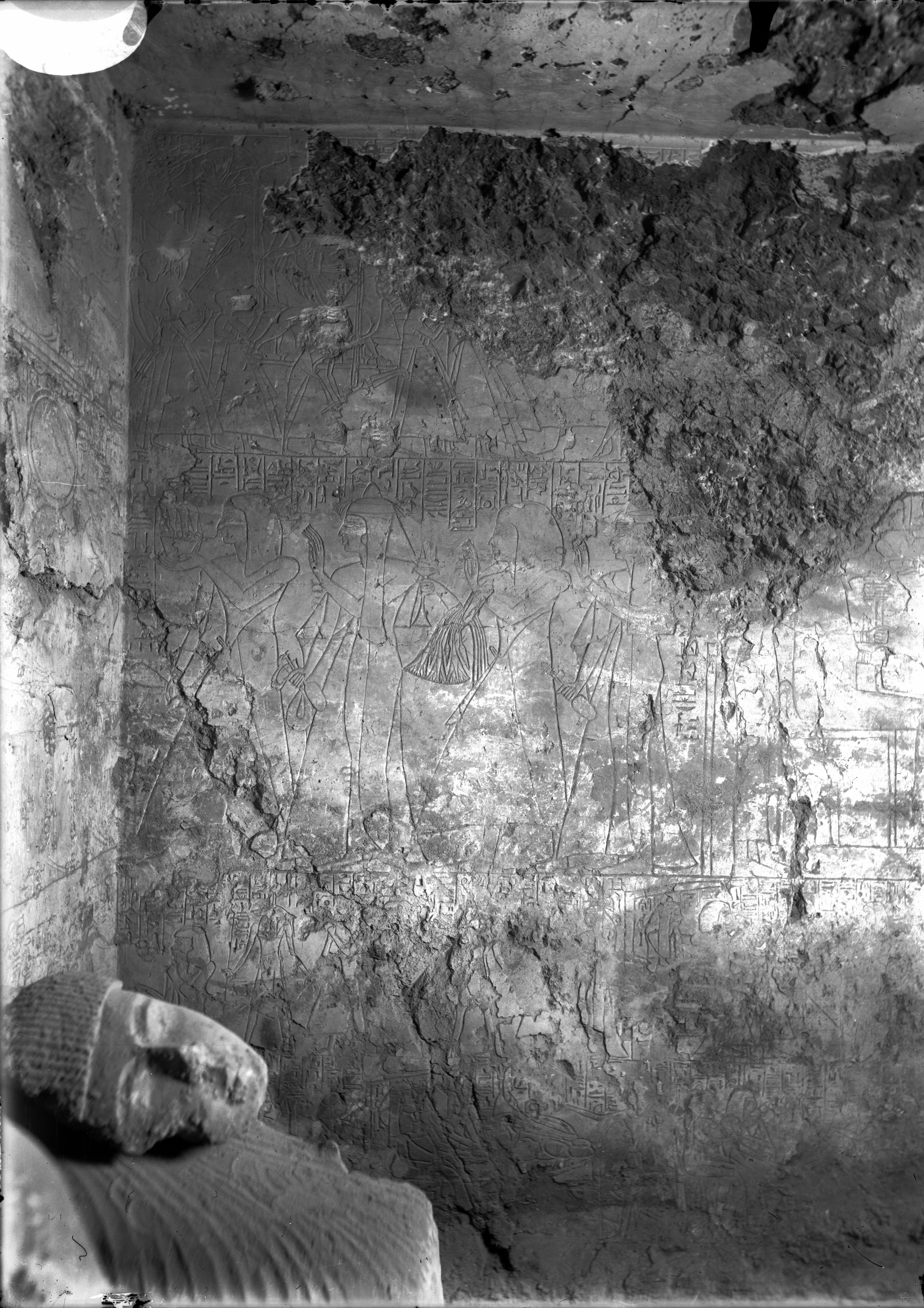
Parete laterale dell’anticamera della TT2. A sinistra, in primo piano, si intravede la statua della coppia, sullo sfondo una scena di processione. Sono visibili quattro registri, di carattere votivo e cultuale. Archivio fotografico Museo Egizio, Torino.

La tomba è strutturata su due livelli, di cui uno sotterraneo e si apre in un cortile in cui si ergono alcune stele: una delle stele (1 in planimetria) è oggi illeggibile; in una (2) Khabekhnet appare con suo padre, Sennedjem, inginocchiato alla presenza di Ra; in un'altra (3) la barca di Ra adorata da babbuini mentre, in un altro registro, Sennedjem e la sua famiglia appaiono adorare Horus e Satet.
Un corridoio, sulle cui pareti sono rappresentati (4) il padre in adorazione del dio Min e il fratello Khonsu, con la moglie, in atto d'offertorio ai genitori, nonché un inno a Ra, dà accesso ad una camera rettangolare; sulle pareti (5), in quattro registri sovrapposti, celebrazioni nel tempio di Mut a Karnak con il viale di criosfingi, scene del pellegrinaggio ad Abido e il defunto inginocchiato in offertorio a Min e alla dea Iside; seguono (6) scene della processione e del banchetto funerari e il padre e altri parenti del defunto in adorazione della dea Hathor e (7) frammenti di dipinto del defunto e della famiglia in adorazione di Iside, Osiride e Hathor. Tale rappresentazione è parzialmente coperta dalle statue (13) dei genitori del defunto sui cui piedistalli sono rappresentati altri parenti del defunto. Oltre l'accesso alla camera più interna, due statue (14) del defunto e della moglie con testi di offertorio a Mertseger; anche in questo caso una parte del dipinto (12), che rappresenta il defunto dinanzi al re Amenhotep I, alla regina Ahmose Nefertari e alla principessa Merytamun, è coperta dalle due statue (14). La scena prosegue (11) su quattro registri sovrapposti in cui il re Amenhotep I e il dio Amon sono trasportati da alcuni preti su un palanchino protetti dalla dea Maat; in altro registro, il defunto e la moglie vengono presentati a Osiride e Iside rispettivamente da Anubi e Horus. Poco discosto (10) il defunto in offertorio a due file composte da re, regine e principesse ; inoltre il defunto e una figlia offrono libagioni al dio Ptah e uomini offrono libagioni al defunto e alla moglie. Su tre registri (9) il defunto e la moglie offrono libagioni alla statua di Amenhotep I e (8) i genitori adorano Ptah e Anubi mentre un uomo offre libagioni a Ramose, titolare della TT7, e a sua moglie.
Un corridoio, sulle cui pareti (15) sono rappresentati il defunto e la moglie in adorazione della Triade Tebana, costituita dagli dei Amon, Mut e Khonsu, adduce a una cappella interna sulla cui parete di fondo (16) si trovano cinque statue: al centro il re (?) protetto, ai lati, da Osiride e la dea Iside su un lato e lo stesso dio e la dea Hathor sull'altro.
Nell'angolo nord del cortile antistante l'ingresso della cappella, un corridoio immette a una camera in cui si apre la scala che adduce alla camera funeraria sotterranea. Nella sala di accesso (17) la statua del re protetta ai lati dalle statue di Osiride e di Ra; una scala, sulle cui pareti è riportato Hapi, adduce alla camera funeraria. Sulle pareti (19) il defunto e la moglie in offertorio al dio Thot; una dea Iside alata (20) sovrasta gli dei Osiride e Kheper che recano il cartiglio di un Nomo in forma di pesce.  Anubi si prende intanto cura della mummia del defunto in forma di pesce, circondato da piccole statue di Iside, Nephtys e dei quattro figli di Horus. Seguono (21) il padre e la madre in offertorio a Ptah. Oltre un corridoio che dà accesso a una sala ancora più interna (25), il fratello Khons e sua moglie dinanzi a Ra ed Amenhotep I e il defunto e la moglie in offertorio ad Amenhotep I e alla regina Ahmose Nefertari. Alla sommità della parete più corta (23), specularmente a quanto riportato su quella opposta (20), la dea Nephtys alata sovrasta il dio Anubi che esegue riti sulla mummia circondata dalle dee Iside, Nephtus e da altre tre divinità femminili in presenza di una stele del dio Osiride.

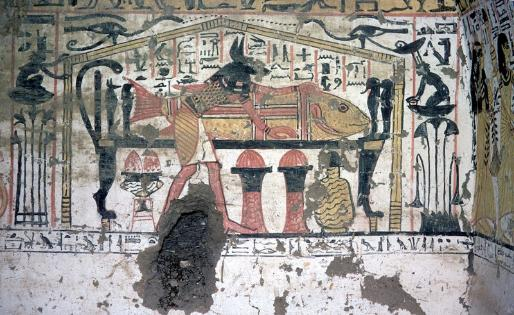
Scena d'imbalsamazione dalla tomba di Khabekhnet
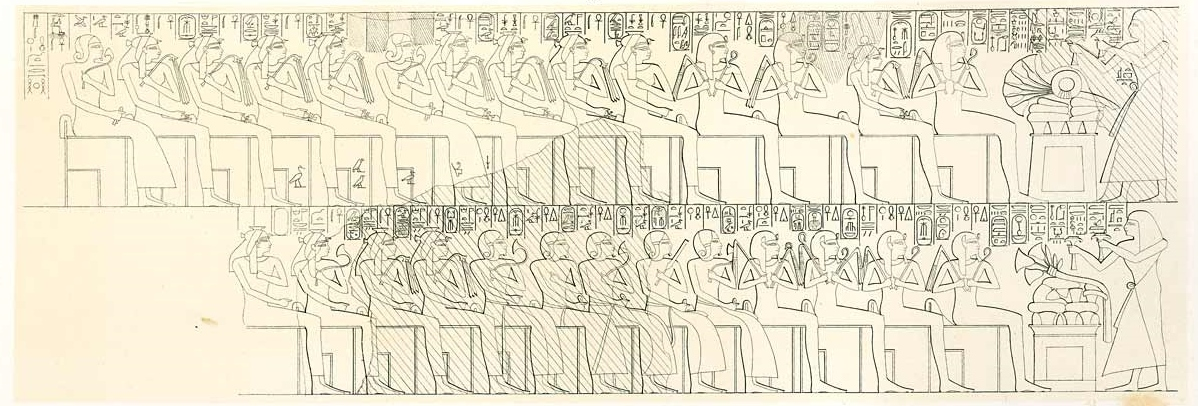
Scene dalle pareti dell'atrio della TT2 di Khabeknet
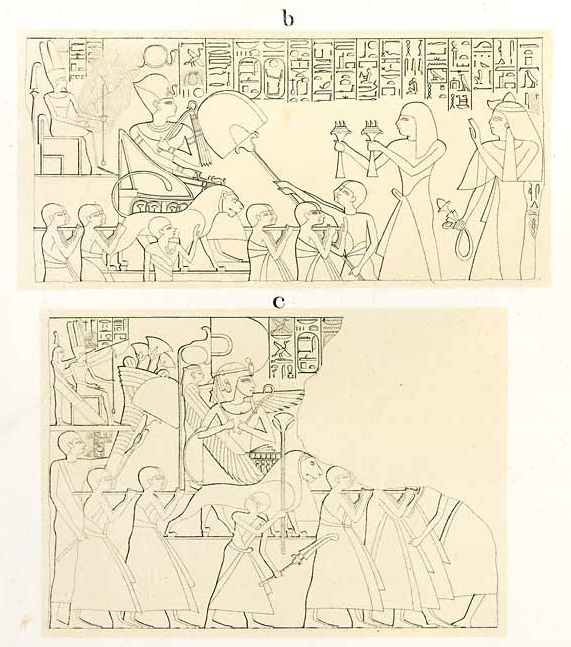
Scene dalle pareti dell'atrio della TT2 di Khabeknet

### Annotazioni
1. ↑  La numerazione dei locali e delle pareti segue quella di Porter e Moss 1927, p. 2.
2. ↑  La prima numerazione delle tombe, dalla numero 1 alla 253, risale al 1913 con l’edizione del "Topographical Catalogue of the Private Tombs of Thebes" di Alan Gardiner e Arthur Weigall. Le tombe erano numerate in ordine di scoperta e non geografico; ugualmente in ordine cronologico di scoperta sono le tombe dalla 253 in poi.
3. ↑  I campi della Duat, ovvero l'aldilà egizio, si trovavano, secondo le credenze, proprio sulla riva occidentale del grande fiume.
4. ↑  Nella sua epoca di utilizzo, l'area era nota come "Quella di fronte al suo Signore" (con riferimento alla riva orientale, dove si trovavano le strutture dei Palazzi di residenza dei re e i templi dei principali dei) o, più semplicemente, "Occidente di Tebe".
5. ↑  le Tombe dei Nobili, benché raggruppate in un'unica area, sono di fatto distribuite su più necropoli distinte.
6. ↑  Le note, sovente di inquadramento topografico della tomba, sono tratte dal "Topographical Catalogue" di Gardiner e Weigall, ed. 1913 e fanno perciò riferimento alla situazione dell'epoca.
7. ↑  Set-Maat = "Luogo della Verità" era uno dei nomi con cui era noto il villaggio operaio di Deir el-Medina. Il villaggio era anche noto come Pa-demi, ovvero, semplicemente, "il villaggio".
8. ↑  Il rilievo si trova oggi al Museo di Berlino, cat. 1625).

### Fonti
1. ↑  Porter e Moss 1927,  p. 6.
2. ↑  Gardiner e Weigall 1913.
3. ↑  Donadoni 1999, , p. 115.
4. ↑  Tosi 2005, , Vol. II, p. 152.
5. ↑  Porter e Moss 1927, p. 6.
6. 1 2  Porter e Moss 1927, pp. 6-9.